# Dallas (serial telewizyjny 1978)
Dallas – amerykański serial telewizyjny emitowany na kanale CBS od 1978 do 1991 roku. Jego akcja skupiała się na zamożnej rodzinie Ewingów. Wyemitowano 357 odcinków. Twórcą programu był David Jacobs. Dallas osiągnął duży sukces na całym świecie.
27 grudnia 1979 serial doczekał się spin-offu, pt. Knots Landing.
W Polsce serial miał premierę 31 lipca 1988 roku na TVP2 (wyświetlono pierwsze pięć odcinków), następnie emitowała go telewizja Polsat od 2 lutego 1994 do 23 sierpnia 1996 roku (wyświetlono 146 odcinków) i telewizja Wizja 1 w latach 1998–1999.

## Obsada
- Larry Hagman – J.R. Ewing
- Ken Kercheval – Cliff Barnes
- Patrick Duffy – Bobby Ewing
- Linda Gray – Sue Ellen Ewing
- Barbara Bel Geddes – Ellie Ewing
- Steve Kanaly – Ray Krebbs
- Howard Keel – Clayton Farlow
- Victoria Principal – Pamela Barnes Ewing
- Charlene Tilton – Lucy Ewing Cooper

W pozostałych rolach i epizodach wystąpili m.in.: Priscilla Presley, George Kennedy, Jack Scalia, Bárbara Carrera, Lesley-Anne Down, Barry Corbin, Brad Pitt, Mitch Pileggi, James Cromwell, Janine Turner, Mel Ferrer, Brian Dennehy, Kate Mulgrew, Michael Dudikoff, Chazz Palminteri, Lou Diamond Phillips, Kellie Martin.